# Clasificarea mineralelor
Clasa mineralului este o listă întocmită de mineralogul și profesorul emerit german „Hugo Strunz” (1910-2006), listă recunoscută în anul 2004 de „International Mineralogical Association” (IMA).
Această sistematică clasifică elementele după cum urmează:
În sistematica modernă mineralele au fost reclasificate, luându-se în considerare strucura lor chimică și cristalografică:
1. Elemente native, sunt elemente chimice care se găsesc în natură în forme pure necombinate; se cunosc 23 asemenea elemente (18 metale și 5 nemetale), formele lor modificate și unele aliaje. Exemple: cupru, argint, aur, fier, sulf, grafit, diamant, hapkeit (Fe2S), moissanit (SiC), schreibersit ((Fe,Ni)3P)
2. Sulfiți și săruri de sulf, sunt combinații dintre sulf și seleniu, telur, arsen, stibiu și bismut. În această categorie intră cca. 600 de minerale. Exemple: galenă (PbS), pirită (FeS2), blendă (ZnS), cinabru (HgS)
3. Halogenați cca. 140 de halogenide constau dintr-o legătură a halogenilor (fluor, clor, brom, iod) cu cationii de sodiu, potasiu și calciu, exemple: fluorit (Ca F2) halit (sare gemă, NaCl), clorură de amoniu, silvină.
4. Oxizi și hidroxizi s-au format printr-o legătură a unui metal sau nemetal cu oxigenul sau cu o grupare hidroxilică (-OH). Astfel au luat naștere cca. 400 de oxizi respectiv hidroxizi, exemple: spinel (MgAl2O4), hematit (Fe2O3), magnetit (Fe3O4), corindon (Al2O3), pehblendă (UO2), goethit (FeO(OH)).
5. Carbonați ,nitrați, borați: în această categorie intră sărurile acidului carbonic, boric și azotic. Exemple: aragonit, azurit, dolomit (CaMg(CO3)2), calcit (CaCO3), malachit (Cu2CO3(OH)2), borax (Na2B4O5(OH)4 · 8 H2O), sassolit (H3BO3)
6. Sulfați, selenați, telurați, cromați, molibdenați, wolframați: aici intră săruri ale acidului sulfuric, cromic, molibdenic și wolframic. Această grupă cuprinde cca. 700 de minerale. Exemple: anhidrit(CaSO4), gips (CaSO4 · H2O), apatit (Ca5(PO4)3(F,Cl,OH)), turcoaz (CuAl6(PO4)4(OH)8 · 5H2O), carnotit (K2(UO2)2(VO4)2 · 3H2·), legrandit (Zn2(AsO4)(OH)·H2O), wulfenit (PbMoO4), wolframit ((Fe,Mn)WO4)
7. Fosfați, arsenați, vanadați: aici intră săruri ale acizilor cu formula generală H3XO4 unde X poate fi înlocuit cu elementele fosfor, vanadiu, arsen. Exemple: adamin, berlinit, descloizit, fluorapatit, mottramit, piromorfit.
8. Silicați (și germanați) : această grupă de minerale este cea mai numeroasă, gruparea tetraedrică [ SiO4]4 stând la baza structurii mineralelor. Exemple: almandin (Fe3Al2(Si3O12)), zircon (ZrSiO4), andaluzit (Al2SiO5), topaz (Al2SiO4(OH,F)2), beril(Be3Al2Si6O18), cordierit (Mg2Al4Si5O18), epidot (Ca2(Al,FeIII,Mg)3(SiO4)3OH), zoisit (Ca2Al3(SiO4)3(OH))
9. Minerale organice: această categorie de minerale cuprinde sărurile acizilor organici alifatici și aromatici cu carbon, (CnHm) și azot, (de forma amidelor R-X(=O)n-NR'2 sau acizilor heterociclici) și rășini. Exemple: : abelsonit, melit, evenkit. chihlimbarul nu este considerat mineral de către  IMA (International Mineralogical Association).